# 海賊 (ベルリオーズ)

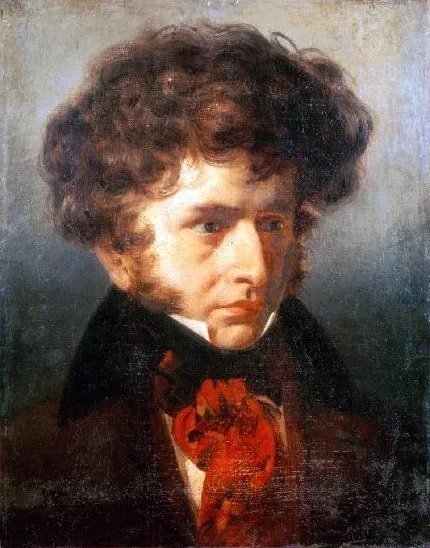
エミール・シニョルによる若きベルリオーズ（1832年）

序曲『海賊』（かいぞく、仏：Le corsaire）作品21、H.101は、エクトル・ベルリオーズが作曲した管弦楽のための演奏会用序曲である。

## 概要
ベルリオーズが地中海沿岸の保養地ニース（当時はサルデーニャ王国領、現在はフランス領）に滞在中、ジョージ・ゴードン・バイロンの物語詩『海賊』に触発されて、1844年に作曲された演奏会用序曲である。作曲当初のタイトルは『ニースの塔』（H.101a）とされていたが、『赤毛の海賊』と改題し、さらに改訂が施された後に、1852年に出版する際に現在のタイトルである『海賊』と変更されている。
初演年は1845年1月19日、パリのシルク・オランピックにてベルリオーズ自身の指揮によって行われた。
また、作曲年には1831年の説がある。

## 楽器編成
フルート2、オーボエ2、クラリネット2、ファゴット2、ホルン4、トランペット2、コルネット2、トロンボーン3、テューバ1、ティンパニ、弦五部

## 構成
輝かしい第1主題と、第1ヴァイオリンが奏する静かなメロディによる長い挿話を経て提示される快活な第2主題で構成されるソナタ形式で書かれている。古典的な形式であるが、作品の様相は多彩でダイナミックに展開される。演奏時間は約7分。